# Pegesimallus longicornis
Pegesimallus longicornis là một loài ruồi trong họ Asilidae. Pegesimallus longicornis được Curran miêu tả năm 1927.